# Micrargus aleuticus
Micrargus aleuticus là một loài nhện trong họ Linyphiidae.
Loài này thuộc chi Micrargus. Micrargus aleuticus được Herman Theodor Holm miêu tả năm 1960.